# Зоолошки врт Алмати
Зоолошки врт Алмати (Казашки: Алматы зообақ; рус. Алматинский зоопарк) је државни зоо врт у граду Алмати у Казахстану. Алмати зоо врт је једна од највећих и најстаријих зоолошких паркова у Републици Казахстан.
Алма зоо је члан Евроазијског регионалног Удружења Зоолошких вртова и акваријума (Eurasian Regional Association of Zoos and Aquariums (EARAZA)).
У зоо врту се налази 4068 животиња 509 различитих врста.